# Île de Brilimec
L'île de Brilimec est un îlot de l'archipel des Glénan au sud de Fouesnant dans le Finistère, située à l'est de l'île du Loc'h et au sud-ouest de l'île de Penfret. 
Appelée aussi l'île aux pigeons (aux oiseaux), en référence à ses vieux noms Brindilivec ou Brinlivic (l’île aux Corbeaux noirs en breton), elle est peu accessible et sert de refuge aux oiseaux migrateurs.